# 5 Змеи
5 Змеи, 5 Serpentis, сокращ. 5 Ser — двойная звезда в экваториальном созвездии Змея, сама звезда принадлежит к астеризму «Голова змеи». Звезда имеет видимую звёздную величину +5,1m, и, согласно шкале Бортля, видна невооружённым глазом даже на внутригородском небе (англ. Inner-city sky). Однако сама она больше известна как самая яркая звезда рядом с большим шаровым скоплением M5, отделённая от него расстоянием в две трети градуса (угловой диаметр нашей Луны — 0,5°). Разумеется, 5 Змеи не принадлежит к шаровому скоплению, поскольку расстояние до M5 порядка 24 000 св. лет.
Из измерений параллакса, полученных во время миссии Hipparcos, известно, что звезда удалена примерно на 82,8 св. лет (25,4 пк) от Земли. Звезда наблюдается севернее 89° ю. ш., то есть видна практически на всей территории обитаемой Земли, за исключением полярных областей Антарктиды. Лучшее время наблюдения — май.
Само движение 5 Змеи, тем не менее, показывает, что звезда движется с довольно большой скоростью относительно Солнца: её радиальная гелиоцентрическая скорость — 54 км/с, что составляет 5,5 раз больше скорости, местных звёзд Галактического диска, а также это значит, что звезда удаляется от Солнца. По небосводу же 5 Змеи смещается со скоростью 0,63 секунд дуги в год, и таким образом, звезда, по-видимому, является посетителем из другой части Галактики.
5 Змеи — обозначение данное Флемстидом, (лат. 5 Serpentis). У звезды есть обозначение, данное Гулдом — 9 G Змеи (лат. 9 G Serpentis). Обозначения двух компонентов как 5 Змеи A и B вытекают из конвенции, используемой Вашингтонским каталогом визуально-двойных звёзд (WDS) для звёздных систем, и принятого Международным астрономическим союзом (МАС).

## Свойства двойной системы
5 Змеи — двойная система, состоящая из звезды, несколько похожей на Процион и карлика 10-й величины (примерно 10,11m), разделённых угловым расстоянием в 11,4 ", что соответствует физическому расстоянию, по крайней мере, 277 а. е.
и периоду равному, по крайней мере, 3600 лет (для сравнения радиус орбиты Плутона равен ~40 а. е. и период обращения равен ~250 лет). Если мы будем смотреть со стороны 5 Змеи A на 5 Змеи B, то мы увидим оранжевую звёздочку с видимой звёздной величиной −11.63m, которая светит с яркостью 0,2 луны в полнолунии. И наоборот, если мы будем смотреть со стороны 5 Змеи B на 5 Змеи A, то мы увидим жёлто-белую звезду с видимой звёздной величиной −16.27m, которая светит с яркостью 25 лун в полнолунии.
Возраст системы 5 Змеи 5,27 млрд лет.

### Компонент A
5 Змеи A — это субгигант, (или даже старый карлик) спектрального класса F8IV, что указывает на то, что звезда заканчивает «горение водорода», а затем, исчерпав запасы водородного топлива в своём ядре скоро закончит свою жизнь, сначала став красным гигантом, а затем, сбросив оболочки, станет былым карликом. Звезда излучает энергию со своей внешней атмосферы при эффективной температуре около 6025 К, что придаёт ей характерный бело-жёлтый цвет звезды спектрального класса F. Её яркость гораздо больше солнечной светимости и равна 5 {\displaystyle L_{\bigodot }}. Из температуры и светимости по закону Стефана — Больцмана можно узнать, что её радиус равен 2,07 {\displaystyle R_{\bigodot }}. Масса звезды весьма незначительна для субгиганта: 1,16 {\displaystyle M_{\bigodot }}. Для того чтобы планета, аналогичная нашей Земле, получала примерно столько же энергии, сколько она получает от Солнца, её надо было бы поместить на расстоянии 2,24 а. е., то есть примерно туда где в Солнечной системе находится Пояс астероидов. Причём с такого расстояния, 5 Змеи A выглядела практически также как и наше Солнца, каким мы его видим с Земли — 0,49° (угловой диаметр нашего Солнца — 0,5°).
Звезда имеет поверхностную гравитацию 4,07 СГС или 117,5 м/с2, то есть в два раза меньше, чем на Солнце (274,0 м/с2), что объясняется небольшой массой при довольно большом для такой массы радиусе. Звёзды, имеющие планеты, имеют тенденцию иметь большую металличность по сравнению с Солнцем, и 5 Змеи A имеет практически такое значение металличности: содержание железа в ней относительно водорода составляет 104 % от солнечного, однако планеты у звезды до сих пор не обнаружены. Звезда, как кажется, должна иметь, остаточный диск, который подразумевает планеты, хотя никакого избытка инфракрасного излучения найдено не было. При вращении с экваториальной скоростью 4,8 км/с (то есть со скоростью в 2,5 раза больше солнечной) 5 Змеи A требуется порядка 22,4 дней, чтобы совершить полный оборот.
Видимая звёздная величина 5 Змеи A колеблется между величинами 4.99m и 5.11m с неизвестным периодом. Тип переменной определён как переменная типа BY Дракона и звезда получила обозначение MQ Ser, но у звезды обнаружились некоторые странности. Вспышки на Солнце, вызванные коллапсом магнитных полей, видны только потому, что мы видим локализованные области, где они происходят. 5 Змеи A, однако, наряду с некоторыми другими, например, Омикрон Орла и Пи¹ Большой Медведицы, показывают сильные супервспышки. Нерегулярные изменения предполагают, что звёздные пятна входят и выходят из поля зрения. Хотя вспышки распространены среди красных карликов (таких, например, как Проксима Центавра), этот вид супервспышек очень необычен для звёзд солнечного типа. Из наблюдений, сделанных между 1975 и 1980 годами, Бакос (1983) сообщил о случайных небольших вариациях яркости с амплитудой менее 0,03 величины (что нормально для переменной типа BY Дракона) плюс три вспышки, которые увеличили яркость на 0,1 величины и это событие длилось до 25 дней, что примерно соответствует периоду вращения звезды. Тем не менее, Скарф (1985) отметил, что эти значения могут быть просто обычной ошибкой наблюдений. Также это может быть связано с тем, что сам компонент B может быть переменной звездой.

### Компонент B
5 Змеи B — карлик спектрального класса K4V, который во много раз меньше, чем 5 Змеи A. Исходя из теории звёздной эволюции его масса должна быть порядка 0,7 {\displaystyle M_{\bigodot }}, его светимость должна быть равна 0,12 {\displaystyle L_{\bigodot }}, а его радиус должна быть равен 0,7 {\displaystyle R_{\bigodot }}. Для того чтобы планета, аналогичная нашей Земле, получала примерно столько же энергии, сколько она получает от Солнца, её надо было бы поместить на расстоянии 0,35 а. е., то есть примерно туда где в Солнечной системе находится Меркурий, чей радиус орбиты равен 0,39 а. е.. Причём с такого расстояния, 5 Змеи B выглядела бы в 2,14 раза больше нашего Солнца, каким мы его видим с Земли — 1,07° (угловой диаметр нашего Солнца — 0,5°).

## История изучения кратности звезды
Двойственность звезды была открыта в 1825 году В. Я. Струве (компонент AB) и звезда вошла в каталоги как STF 1930 . В 1852 году была открыта тройственность звезды (компонент AD). В 1887 году была открыта четырёхкратность звезды (компонент AС). Согласно Вашингтонскому каталогу визуально-двойных звёзд, параметры этих компонентов приведены в таблице:
| Компонент | Год  | Количество измерений | Позиционный угол | Угловое расстояние | Видимая звёздная величина 1 компонента | Видимая звёздная величина 2 компонента |
| AB        | 1825 | 53                   | 39°              | 10.7″              | 5.06m                                  | 10.11m                                 |
| AB        | 1831 | 53                   | 41°              | 10.1″              | 5.06m                                  | 10.11m                                 |
| AB        | 1960 | 53                   | 36°              | 11.3″              | 5.06m                                  | 10.11m                                 |
| AB        | 2017 | 53                   | 36°              | 11.1″              | 5.06m                                  | 10.11m                                 |
| AC        | 1887 | 8                    | 51°              | 124.6″             | 5.06m                                  | 13.09m                                 |
| AC        | 1924 | 8                    | 40°              | 127.2″             | 5.06m                                  | 13.09m                                 |
| AC        | 2017 | 8                    | 17°              | 151.1″             | 5.06m                                  | 13.09m                                 |
| AD        | 1852 | 9                    | 265°             | 656.9″             | 5.06m                                  | 10.35m                                 |
| AD        | 2009 | 9                    | 275°             | 713.6″             | 5.06m                                  | 10.35m                                 |

Обобщая все сведения о звезде, можно сказать, что у звезды 5 Змеи есть спутник десятой величины, находящийся на угловом расстоянии 11,1 секунд дуги. Сохраняя подобное расстояние в течение последних 200 лет, он, несомненно, настоящий компаньон. А вот слабые звёздочки 5 Змеи C и D 13-й и 10-й величины, лежащей на угловом расстоянии 151.1 и 713.6 секунд дуги, практически, наверняка спутниками не являются и просто лежат на линии прямой видимости.

## Ближайшее окружение звезды
Следующие звёздные системы находятся на расстоянии в пределах 20 световых лет от звезды 5 Змеи (включены только: самая близкая звезда, самые яркие (<6,5m) и примечательные звёзды). Их спектральные классы приведены на фоне цвета этих классов (эти цвета взяты из названий спектральных типов и не соответствуют наблюдаемым цветам звёзд):
| Звезда       | Спектральный класс | Расстояние, св. лет |
| Альфа Змеи   | K2 III             | 12.8                |
| Эпсилон Змеи | A2m V              | 15.06               |
| 16 Весов     | F0 V               | 16.09               |

Рядом со звездой, на расстоянии 10 световых лет, есть ещё порядка 15 красных, оранжевых карликов и жёлтых карликов спектрального класса G, K и M, а также 2 белых карлика которые в список не попали.